# غوفر مريام
غوفر مريام (الاسم العلمي:Pappogeomys merriami) هو نوع من الحيوانات يتبع جنس غوفر مكسيكي من فصيلة الغوفرية.		
سُمي هذا النوع نسبة إلى عالم الحيوان الأمريكي كلينتون هارت ميريام.		